# Aphidius pallipes
Aphidius pallipes är en stekelart som beskrevs av Cresson 1865. Aphidius pallipes ingår i släktet Aphidius och familjen bracksteklar. Inga underarter finns listade i Catalogue of Life.